# El Pont Vell (Vilaplana)
El Pont Vell és un pont de Vilaplana (Baix Camp) protegit com a Bé Cultural d'Interès Local.

## Descripció
En l'antiga carretera de Vilaplana a Reus, sota els Pineta, es troba el Pont Vell. És d'un sòl ull amb arcada de mig punt, sobre el curs del torrent de les Grasetes. El parament és de maçoneria amb reforços de carreus a l'arc. Una làpida de granit ubicada sobre el pont diu "Aquí morí Francisco Mariné Aixalà, XIX de Novembre de 1766"
Es conserva part del mur de contenció del camí pel costat meridional, la resta del mur va ser derruït per fer el camí actual.

## Història
No es coneix amb certesa quin és el seu origen però possiblement és medieval. Està construït sobre la calçada de l'antiga carretera de Reus. La matinada del 23 de setembre de 1874 es va produir l'Aiguat de Santa Tecla, que va variar el curs del riu de la Mussara, que fins aquella nit havia passat per sota de l'ull del pont; ara passa paral·lel pel cantó de llevant del pont.
A causa dels aiguats del 10 d'octubre del 1994 i dels treballs de construcció de la nova depuradora d'aigües residuals, l'estructura del pont ha quedat força afectada.